# Hartliella suffruticosa
Hartliella suffruticosa är en tvåhjärtbladig växtart som först beskrevs av Stanisław Lisowski och Mielcarek, och fick sitt nu gällande namn av Eb. Fischer. Hartliella suffruticosa ingår i släktet Hartliella och familjen Linderniaceae. Inga underarter finns listade i Catalogue of Life.